# Aberlour (distillerie)
Pour les articles homonymes, voir Aberlour.
Aberlour est une distillerie de whisky single malt située à Charlestown of Aberlour en Écosse et fondée par James Fleming (1830-1895) en 1879.
Aberlour propose des whiskies dont certains sont vieillis dans des fûts ayant contenu notamment du bourbon américain ou du Xérès, une méthode fréquente parmi les scotch single malts. Ils se déclinent en vieillissements allant de 10 à 25 ans.
La distillerie réalise également des variétés de single malts appelés "double casked" qui, après un premier vieillissement dans des fûts de bourbons, sont transférés dans une seconde catégorie de fûts. Ce procédé est appelé finishing, et Aberlour propose des whiskies ainsi vieillis dans des fûts de xérès, de porto, de madère et de vins de Bourgogne.
Aberlour appartient au groupe Pernod Ricard depuis 1974.

## Histoire
Bien que la marque existe depuis 1879, la distillerie a été fondée en 1826 par James Gordon et Peter Weir. La distillerie d'origine, qui a été détruite dans un incendie, a été reconstruite en 1879 par James Fleming (1830-1895) : c'est cette date qui est indiquée sur les bouteilles.
En 1882, la distillerie est vendue à R. Thorne & Sons. En 1898, une explosion dans le moulin provoqua un deuxième incendie qui détruisit plusieurs bâtiments de la distillerie et la plupart des réservoirs de whisky. Le site fut reconstruit, sous la direction de Charles Chree Doig.
Les restrictions de la Première Guerre mondiale entraînent l'arrêt de la production de 1917 à 1919. En 1920, le site est revendu à W. H. Holt & Sons.
De même, en 1942, la Seconde Guerre mondiale entraîne l'arrêt de la production de la distillerie qui est revendue à James Donald Stewart la même année. En 1945, le site est revendu à Campbell & Sons Ltd
En 1973, la distillerie est agrandie avec l'installation d'une autre cuve de brassage, ainsi que d'un nouvel alambic.
En 1974, l'entreprise Pernod achète Campbell & Sons Ltd. Un an après, le groupe Pernod Ricard est constitué, dont fait encore partie la marque Aberlour.
Le nom Aberlour vient de Aber qui signifie estuaire (ou embouchure) en celtique et de la rivière Lour, la ville de Charlestown of Aberlour se situant à l'embouchure du Lour sur le Spey (second plus long fleuve d'Écosse).

## Embouteillages

### Embouteillages officiels
- Aberlour 10 ans 43 %

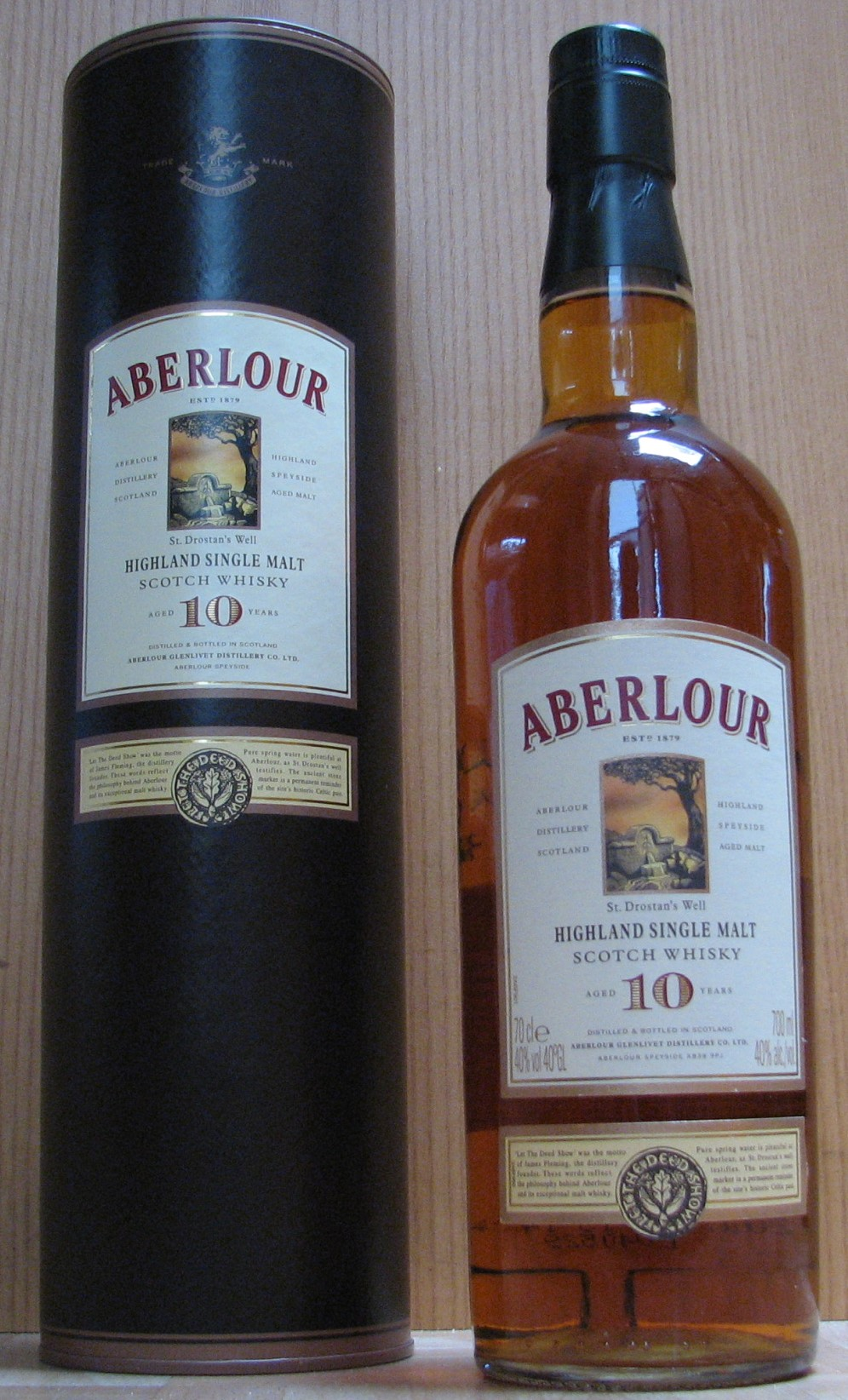
Une bouteille de whisky Aberlour 10 ans.

- Aberlour 12 ans Double Cask Matured 43 %
- Aberlour 12 ans Non Chill Filtered 46 %
- Aberlour 15 ans Select Cask Reserve 43 %
- Aberlour 16 ans Double Cask Matured 43 %
- Aberlour 18 ans 43 %
- Aberlour a'bunadh "Sherry Cask", entre 59 % et 63 % selon le batch. L'année n'est pas indiquée car la loi oblige à indiquer l'âge du whisky le plus jeune entrant dans la composition du whisky, et le but de celui-ci est d'obtenir un goût précis par mélange de différentes cuves. Des whiskies très jeunes (moins de 10 ans) peuvent donc entrer dans sa composition.
- Aberlour 1980 (30 ans) 51,1 %

Certains de ces embouteillages sont réservés à certains marchés.
Le blend Clan Campbell est composé d'au moins 30 % de malts Aberlour.

### Embouteillages indépendants
Les versions d'Aberlour proposées par les embouteilleurs indépendants sont extrêmement rares.
- Signatory Vintage :
  - Aberlour 1990 55 %
- Duncan Taylor
  - Aberlour 1994 46 %
- Berry Bros
  - Aberlour 1994 46 %
- Jean BOYER
  - En 2007, Jean Boyer a mis en bouteilles Aberlour 1998 43 %, Aberlour 1996 43 %, Aberlour 1989 43 %[2] et différents autres millésimes selon les années.